# Transrapid 09
A Transrapid 09 a német ThyssenKrupp-Transrapid által kifejlesztett maglev vonat. 2006 - 2007-ben készült el belőle egy szerelvény. Maximális sebessége 501 km/h. A motorvonat 148 vagy 156 ülőhellyel és 296 vagy 328 állóhellyel rendelkezik.
Ilyen járműveket terveztek használni a müncheni Transrapid München maglev vonalon is a főpályaudvar és a repülőtér között.